# 拉夫里尼夫齊
49°56′35″N 26°59′56″E / 49.94306°N 26.99889°E
拉夫里尼夫齊（烏克蘭語：Лавринівці），是烏克蘭的村落，位於該國西部赫梅利尼茨基州，由舍佩蒂夫卡區負責管轄，始建於1579年，面積98平方公里，海拔高度266米，2011年人口233。